# الوسبة (الحيمة الخارجية)

تعديل مصدري - تعديل

الوسبة هي إحدى قرى عزلة بني بجير بمديرية الحيمة الخارجية التابعة لمحافظة صنعاء، بلغ تعداد سكانها 225 نسمة حسب تعداد اليمن لعام 2004.